# Llista de topònims de Berga
Llista de topònims (noms propis de lloc) del municipi de Berga, al Berguedà
Informació actualitzada per un bot. Els canvis manuals es perdran quan s'actualitzi!

## abric rocós
| imatge | Nom              | Ubicat a | instància de | Detalls | coordenades                                                         | Protecció | Commons (més fotos) | Dades a WD                    |
| ------ | ---------------- | -------- | ------------ | ------- | ------------------------------------------------------------------- | --------- | ------------------- | ----------------------------- |
|        | Balma de l'Alou  | Berga    | abric rocós  |         | 42° 07′ 06″ N, 1° 49′ 46″ E / 42.1182108179378°N,1.82956163515326°E |           |                     | Modifica les dades a Wikidata |
|        | Balma dels Óssos | Berga    | abric rocós  |         | 42° 06′ 10″ N, 1° 52′ 53″ E / 42.1026971936535°N,1.88145189171753°E |           |                     | Modifica les dades a Wikidata |

## canal
| imatge | Nom                         | Ubicat a                          | instància de | Detalls                        | coordenades | Protecció                   | Commons (més fotos)       | Dades a WD                    |
| ------ | --------------------------- | --------------------------------- | ------------ | ------------------------------ | --- | --------------------------- | ------------------------- | ----------------------------- |
|        | Canal Industrial de Berga   | Berga Cercs Guardiola de Berguedà | canal        | 1880s Llarg: 20.02km Ample: 3m | 42° 06′ 09″ N, 1° 51′ 08″ E / 42.102434°N,1.852093°E ca:Marge dret del riu Llobregat, entre el pont vell de Guardiola de Berguedà i la Colònia Rosal. Berga i Cercs | bé cultural d'interès local | Canal Industrial de Berga | Modifica les dades a Wikidata |
|        | canal de la riera del Metge | Berga                             | canal        |                                | 42° 06′ 02″ N, 1° 52′ 00″ E / 42.10061388888889°N,1.8666027777777776°E ca:Tram entre l'Hostal del Guiu i el Molí de Minoves                                         | bé cultural d'interès local |                           | Modifica les dades a Wikidata |

## capella
| imatge | Nom                          | Ubicat a | instància de | Detalls      | coordenades                                                                                                 | Protecció                   | Commons (més fotos)                | Dades a WD                    |
| ------ | ---------------------------- | -------- | ------------ | ------------ | --- | --------------------------- | ---------------------------------- | ----------------------------- |
|        | Cova de la Troballa          | Berga    | capella      |              | 42° 06′ 25″ N, 1° 49′ 30″ E / 42.1068078102407°N,1.82505450049058°E 1194 msnm                               |                             | Cova de la Troballa                | Modifica les dades a Wikidata |
|        | capella de Sant Ignasi       | Berga    | capella      |              | 42° 06′ 22″ N, 1° 49′ 20″ E / 42.1061305923165°N,1.82224896950667°E 1170 msnm                               |                             | Capella de Sant Ignasi (Queralt)   | Modifica les dades a Wikidata |
|        | capella de Sant Jaume        | Berga    | capella      | 17th century | 42° 06′ 27″ N, 1° 49′ 51″ E / 42.107613°N,1.830951°E 1040 msnm                                              |                             | Capella de Sant Jaume (Berga)      | Modifica les dades a Wikidata |
|        | capelles del camí de Queralt | Berga    | capella      | 17th century | 42° 06′ 28″ N, 1° 49′ 50″ E / 42.107891°N,1.830544°E ca:Camins al santuari: del Dret, de l'Obaga i de Ronda | bé cultural d'interès local | Capelles de la muntanya de Queralt | Modifica les dades a Wikidata |

## carrer
| imatge | Nom                          | Ubicat a | instància de | Detalls                                                | coordenades | Protecció                                  | Commons (més fotos)              | Dades a WD                    |
| ------ | ---------------------------- | -------- | ------------ | ------------------------------------------------------ | --- | ------------------------------------------ | -------------------------------- | ----------------------------- |
|        | Passeig de la Indústria      | Berga    | carrer       |                                                        | | bé integrant del patrimoni cultural català | El Vall (Berga)                  | Modifica les dades a Wikidata |
|        | carrer Major                 | Berga    | carrer       | Estil: arquitectura popular                            | 42° 06′ 11″ N, 1° 50′ 42″ E / 42.103°N,1.84495°E                                                                  | bé integrant del patrimoni cultural català | Conjunt del carrer Major (Berga) | Modifica les dades a Wikidata |
|        | carrer de Pinsania           | Berga    | carrer       | Estil: arquitectura popular                            | 42° 06′ 18″ N, 1° 50′ 38″ E / 42.1049°N,1.84395°E                                                                 | bé integrant del patrimoni cultural català | Carrer de Pinsania (Berga)       | Modifica les dades a Wikidata |
|        | carrer del Bonrepòs          | Berga    | carrer       | Estil: arquitectura popular                            | 42° 06′ 16″ N, 1° 50′ 44″ E / 42.1045°N,1.84566°E                                                                 | bé integrant del patrimoni cultural català | Carrer del Bonrepòs (Berga)      | Modifica les dades a Wikidata |
|        | carrer del Programari Lliure | Berga    | carrer       | 2010-07-03 Llarg: 300m Anomenat per: programari lliure | 42° 05′ 48″ N, 1° 50′ 26″ E / 42.0968°N,1.8406°E ca:Carrer del Programari Lliure, 08600 Berga, Barcelona 688 msnm |                                            |                                  | Modifica les dades a Wikidata |

## casa
| imatge | Nom                                    | Ubicat a | instància de | Detalls                                                                | coordenades | Protecció                                  | Commons (més fotos)                 | Dades a WD                    |
| ------ | -------------------------------------- | -------- | ------------ | ---------------------------------------------------------------------- | --- | ------------------------------------------ | ----------------------------------- | ----------------------------- |
|        | Ca l'Antic                             | Berga    | casa         | Estil: arquitectura popular                                            | 42° 06′ 04″ N, 1° 50′ 37″ E / 42.1012°N,1.84353°E ca:C. Roser, 1                                                         | bé cultural d'interès local                | Ca l'Antic                          | Modifica les dades a Wikidata |
|        | Cal Barons                             | Berga    | casa         | Arquitecte: Roc Cot i Cot Estil: arquitectura modernista               | 42° 06′ 13″ N, 1° 50′ 43″ E / 42.1035°N,1.84522°E ca:C. Ciutat, 9-11                                                     | bé cultural d'interès local                | Cal Barons (Berga)                  | Modifica les dades a Wikidata |
|        | Cal Cuberas                            | Berga    | casa         | Arquitecte: Emili Porta i Galobart Estil: noucentisme 1930             | 42° 06′ 05″ N, 1° 50′ 41″ E / 42.1014°N,1.84469°E ca:C. Maixerí, 2                                                       | bé cultural d'interès local                | Cal Cuberas (Berga)                 | Modifica les dades a Wikidata |
|        | Cal De Martín                          | Berga    | casa         | Arquitecte: Ignasi Colomer i Oms Estil: arquitectura modernista        | 42° 06′ 09″ N, 1° 50′ 37″ E / 42.1024°N,1.84366°E ca:Ronda de Queralt, 13-15                                             | bé integrant del patrimoni cultural català | Cal De Martín                       | Modifica les dades a Wikidata |
|        | Cal Fàbregas                           | Berga    | casa         | Estil: arquitectura popular 14th century                               | 42° 06′ 14″ N, 1° 50′ 43″ E / 42.1038°N,1.84519°E ca:C. Ciutat, 2                                                        | bé cultural d'interès local                | Cal Fàbregas (Berga)                | Modifica les dades a Wikidata |
|        | Cal Sarraís                            | Berga    | casa         | Estil: arquitectura barroca arquitectura popular 17th century          | 42° 06′ 17″ N, 1° 50′ 49″ E / 42.1047°N,1.84706°E                                                                        | bé cultural d'interès local                | Cal Sarraís                         | Modifica les dades a Wikidata |
|        | Cal Tonillo                            | Berga    | casa         | Estil: arquitectura modernista 1912                                    | 42° 05′ 56″ N, 1° 50′ 31″ E / 42.098888888889°N,1.8419444444444°E ca:Carrer del Roser, 51 – Carretera de Sant Fruitós, 1 | bé integrant del patrimoni cultural català | Cal Tonillo (Berga)                 | Modifica les dades a Wikidata |
|        | Casa Porta                             | Berga    | casa         | Estil: noucentisme 20th century Estat: enderrocat o destruït           | ca:Gran Via - pg. de la Pau (enderrocat)                                                                                 | bé integrant del patrimoni cultural català |                                     | Modifica les dades a Wikidata |
|        | Casa Puig                              | Berga    | casa         | Estil: noucentisme Estat: enderrocat o destruït                        | ca:Gran Via - pg. de la Pau (enderrocat)                                                                                 | bé integrant del patrimoni cultural català |                                     | Modifica les dades a Wikidata |
|        | Casa Tomàs Pujol                       | Berga    | casa         | Arquitecte: Emili Porta i Galobart Estil: arquitectura modernista 1925 | 42° 06′ 13″ N, 1° 50′ 42″ E / 42.103611111111°N,1.845°E ca:Carrer Ciutat, 8                                              | bé cultural d'interès local                | Casa Tomàs Pujol                    | Modifica les dades a Wikidata |
|        | Molí de la Sal (Berga)                 | Berga    | casa         | Estil: arquitectura popular 18th century                               | 42° 06′ 15″ N, 1° 50′ 43″ E / 42.1042°N,1.84537°E ca:Placeta de la Ciutat                                                | bé cultural d'interès local                | Molí de la Sal (Berga)              | Modifica les dades a Wikidata |
|        | cal Marín                              | Berga    | casa         | 1925                                                                   | 42° 06′ 00″ N, 1° 50′ 34″ E / 42.100089°N,1.842787°E ca:C. del Roser, 15 691 msnm                                        | bé cultural d'interès local                | Cal Marín (Berga)                   | Modifica les dades a Wikidata |
|        | casa Badia de la Torre de les Hores    | Berga    | casa         | Estil: arquitectura popular                                            | 42° 06′ 14″ N, 1° 50′ 39″ E / 42.103986°N,1.844214°E ca:C. Torre de les Hores, 24 729 msnm                               | bé integrant del patrimoni cultural català | Casa Badia de la Torre de les Hores | Modifica les dades a Wikidata |
|        | casa al carrer de la Ciutat, 32        | Berga    | casa         | Estil: arquitectura popular                                            | 42° 06′ 10″ N, 1° 50′ 42″ E / 42.102742°N,1.844898°E ca:C. Ciutat, 32 705 msnm                                           | bé integrant del patrimoni cultural català | Casa al carrer de la Ciutat, 32     | Modifica les dades a Wikidata |
|        | casa al carrer del Roser, 4            | Berga    | casa         | Estil: arquitectura modernista                                         | 42° 06′ 04″ N, 1° 50′ 36″ E / 42.101111°N,1.843333°E ca:carrer del Roser, 4 693 msnm                                     | bé integrant del patrimoni cultural català | Casa al carrer del Roser, 4         | Modifica les dades a Wikidata |
|        | casa de veïns al carrer dels Àngels, 8 | Berga    | casa         | Estil: arquitectura popular                                            | 42° 06′ 16″ N, 1° 50′ 45″ E / 42.104443°N,1.84573°E ca:C. Àngels, 8 714 msnm                                             | bé integrant del patrimoni cultural català | Casa al carrer dels Àngels, 8       | Modifica les dades a Wikidata |

## castell
| imatge | Nom                    | Ubicat a | instància de | Detalls                                  | coordenades | Protecció                                            | Commons (més fotos)            | Dades a WD                    |
| ------ | ---------------------- | -------- | ------------ | ---------------------------------------- | --- | ---------------------------------------------------- | ------------------------------ | ----------------------------- |
|        | Castell Berguedà       | Berga    | castell      | Estil: arquitectura popular              | 42° 06′ 25″ N, 1° 49′ 28″ E / 42.1068611111°N,1.82433333333°E ca:A ponent del santuari de Queralt, damunt del tossal anomenat Castellberguedà | bé d'interès cultural bé cultural d'interès nacional | Castell Berguedà (Berga)       | Modifica les dades a Wikidata |
|        | Castell de Sant Ferran | Berga    | castell      | Estil: arquitectura barroca 11st century | 42° 06′ 23″ N, 1° 50′ 47″ E / 42.1065°N,1.84652°E ca:Nucli urbà 800 msnm                                                                      | bé cultural d'interès nacional                       | Castell de Sant Ferran (Berga) | Modifica les dades a Wikidata |

## creu de terme
| imatge | Nom                   | Ubicat a | instància de  | Detalls | coordenades                                                            | Protecció                      | Commons (més fotos)   | Dades a WD                    |
| ------ | --------------------- | -------- | ------------- | ------- | ---------------------------------------------------------------------- | ------------------------------ | --------------------- | ----------------------------- |
|        | creu de Cal Parraquer | Berga    | creu de terme |         | 42° 06′ 28″ N, 1° 51′ 01″ E / 42.1077967634498°N,1.8503894823535805°E  | bé cultural d'interès nacional | Creu de Cal Parraquer | Modifica les dades a Wikidata |
|        | creu de la Valldan    | Berga    | creu de terme |         | 42° 05′ 35″ N, 1° 50′ 07″ E / 42.09301126253267°N,1.8353478142291044°E | bé cultural d'interès nacional |                       | Modifica les dades a Wikidata |

## edifici
| imatge | Nom                                               | Ubicat a | instància de | Detalls                                                                           | coordenades | Protecció                                  | Commons (més fotos)               | Dades a WD                    |
| ------ | ------------------------------------------------- | -------- | ------------ | --------------------------------------------------------------------------------- | --- | ------------------------------------------ | --------------------------------- | ----------------------------- |
|        | Biga de fusta al carrer Cardona                   | Berga    | edifici      | Estil: arquitectura popular 1689                                                  | 42° 06′ 13″ N, 1° 50′ 41″ E / 42.1037°N,1.84483°E ca:Nucli urbà                                                      | bé cultural d'interès local                | Biga de fusta al carrer Cardona   | Modifica les dades a Wikidata |
|        | Casino Berguedà                                   | Berga    | edifici      | Arquitecte: Ignasi Colomer i Oms Estil: modernisme català arquitectura modernista | 42° 06′ 09″ N, 1° 50′ 37″ E / 42.1026°N,1.84359°E ca:Ronda de Queralt, 15                                            | bé integrant del patrimoni cultural català | Casino Berguedà                   | Modifica les dades a Wikidata |
|        | Consell Comarcal del Berguedà                     | Berga    | edifici      |                                                                                   | 42° 05′ 58″ N, 1° 50′ 49″ E / 42.0994654420042°N,1.84703060723378°E                                                  |                                            |                                   | Modifica les dades a Wikidata |
|        | Fàbrica de Cal Lluís Nè                           | Berga    | edifici      | Estat: enderrocat o destruït                                                      | 42° 06′ 25″ N, 1° 50′ 41″ E / 42.10693°N,1.844735°E                                                                  |                                            | Fàbrica de Cal Lluís Nè           | Modifica les dades a Wikidata |
|        | Fàbrica de la Llum                                | Berga    | edifici      | 1901                                                                              | 42° 06′ 02″ N, 1° 51′ 08″ E / 42.100652°N,1.852185°E                                                                 | bé cultural d'interès local                |                                   | Modifica les dades a Wikidata |
|        | Hotel Berga Park                                  | Berga    | edifici      | Arquitecte: Josep Goday i Casals Estil: noucentisme                               | 42° 05′ 49″ N, 1° 50′ 25″ E / 42.097°N,1.84019°E                                                                     | bé cultural d'interès local                | Hotel Berga Park                  | Modifica les dades a Wikidata |
|        | Pavelló Suècia                                    | Berga    | edifici      | Arquitecte: Peder Clason Estil: racionalisme arquitectònic 1928                   | 42° 05′ 51″ N, 1° 50′ 27″ E / 42.097387°N,1.840925°E ca:Pla de l'Alemany 677 msnm                                    | bé cultural d'interès local                | Pavelló Suècia                    | Modifica les dades a Wikidata |
|        | antiga Casa de Correus                            | Berga    | edifici      | 1931                                                                              | 42° 05′ 58″ N, 1° 50′ 32″ E / 42.099533°N,1.842095°E ca:C. del Roser, 50 689 msnm                                    | bé cultural d'interès local                | Antiga Casa de Correus (Berga)    | Modifica les dades a Wikidata |
|        | el Vall                                           | Berga    | edifici      | Estil: arquitectura popular                                                       | 42° 06′ 14″ N, 1° 50′ 51″ E / 42.1038°N,1.84751°E                                                                    | bé integrant del patrimoni cultural català | El Vall (Berga)                   | Modifica les dades a Wikidata |
|        | jutjat de Primera Instància i Instrucció de Berga | Berga    | edifici      | Arquitecte: Emili Porta i Galobart Estil: historicisme arquitectònic 1928         | 42° 05′ 58″ N, 1° 50′ 36″ E / 42.099365°N,1.843308°E ca:Gran Via, 23 683 msnm                                        | bé cultural d'interès local                | Antic Jutjat de Primera Instància | Modifica les dades a Wikidata |
|        | la Berruga                                        | Berga    | edifici      | Estil: arquitectura popular 13rd century                                          | 42° 06′ 16″ N, 1° 50′ 48″ E / 42.104477°N,1.846541°E ca:Voltes d'en Clarís/ Plaça de Sant Pere/ Pl. Voltes de Clarís | bé cultural d'interès local                | La Berruga (Berga)                | Modifica les dades a Wikidata |
|        | la Farinera                                       | Berga    | edifici      | 1945                                                                              | 42° 06′ 13″ N, 1° 50′ 46″ E / 42.10365°N,1.84622°E ca:Nucli urbà                                                     |                                            |                                   | Modifica les dades a Wikidata |
|        | panteó dels Berguedans Il·lustres                 | Berga    | edifici      | Estil: arquitectura eclèctica 19th century                                        | 42° 06′ 14″ N, 1° 51′ 31″ E / 42.103836°N,1.858489°E ca:Cementiri municipal 691 msnm                                 | bé integrant del patrimoni cultural català | Panteó dels Berguedans Il·lustres | Modifica les dades a Wikidata |

## entitat singular de població
| imatge | Nom                         | Ubicat a | instància de                                   | Detalls                                              | coordenades                                                        | Protecció                   | Commons (més fotos) | Dades a WD                    |
| ------ | --------------------------- | -------- | ---------------------------------------------- | ---------------------------------------------------- | ------------------------------------------------------------------ | --------------------------- | ------------------- | ----------------------------- |
|        | Berga                       | Berga    | entitat singular de població capital municipal | 15759 hab                                            | 42° 06′ 15″ N, 1° 50′ 47″ E / 42.10429°N,1.84628°E 722 msnm        |                             |                     | Modifica les dades a Wikidata |
|        | Cal Rosal                   | Berga    | entitat singular de població                   | Estil: arquitectura popular 676 hab Superfície: 2km² | 42° 04′ N, 1° 52′ E / 42.07°N,1.87°E 485 msnm                      | bé cultural d'interès local | Cal Rosal           | Modifica les dades a Wikidata |
|        | Sant Bartomeu de la Valldan | Berga    | entitat singular de població                   | 760 hab                                              | 42° 05′ 27″ N, 1° 49′ 56″ E / 42.09088158°N,1.832275527°E 700 msnm |                             |                     | Modifica les dades a Wikidata |

## església
| imatge | Nom                                   | Ubicat a | instància de                 | Detalls                                                               | coordenades | Protecció                   | Commons (més fotos)                   | Dades a WD                    |
| ------ | ------------------------------------- | -------- | ---------------------------- | --------------------------------------------------------------------- | --- | --------------------------- | ------------------------------------- | ----------------------------- |
|        | Convent de Sant Francesc de Berga     | Berga    | església                     | Estil: neogòtic historicisme arquitectònic 14th century               | 42° 06′ 12″ N, 1° 50′ 39″ E / 42.1033°N,1.84403°E ca:C. Sant Francesc                                             | bé cultural d'interès local | Sant Francesc de Berga                | Modifica les dades a Wikidata |
|        | Sant Antoni de Pàdua de Cal Rosal     | Berga    | església                     |                                                                       | 42° 04′ 24″ N, 1° 52′ 06″ E / 42.0732801485771°N,1.86835711623748°E 489 msnm                                      |                             | Sant Antoni de Pàdua de Cal Rosal     | Modifica les dades a Wikidata |
|        | Sant Joan de Berga                    | Berga    | església                     | Estil: arquitectura romànica arquitectura gòtica arquitectura barroca | 42° 06′ 08″ N, 1° 50′ 41″ E / 42.102194°N,1.844811°E                                                              | bé cultural d'interès local | Església de Sant Joan de Berga        | Modifica les dades a Wikidata |
|        | Sant Joan i Sant Mamet de Berga       | Berga    | església                     |                                                                       | No/unknown value                                                                                                  |                             |                                       | Modifica les dades a Wikidata |
|        | Santa Eulàlia de Berga                | Berga    | església església parroquial | Estil: arquitectura barroca                                           | 42° 06′ 17″ N, 1° 50′ 46″ E / 42.1046°N,1.84608°E                                                                 | bé cultural d'interès local | Santa Eulàlia de Berga                | Modifica les dades a Wikidata |
|        | Santuari de la Mare de Déu de Queralt | Berga    | església                     | Estil: arquitectura barroca arquitectura modernista 1444              | 42° 06′ 27″ N, 1° 49′ 40″ E / 42.10751667°N,1.82765833°E 1150 msnm                                                | bé cultural d'interès local | Santuari de la Mare de Déu de Queralt | Modifica les dades a Wikidata |
|        | capella de la Pietat (Berga)          | Berga    | església                     | Estil: arquitectura romànica arquitectura barroca                     | 42° 06′ 19″ N, 1° 50′ 49″ E / 42.1053°N,1.84698°E                                                                 | bé cultural d'interès local | Capella de la Pietat (Berga)          | Modifica les dades a Wikidata |
|        | església de Sant Bartomeu             | Berga    | església església parroquial | Estil: arquitectura romànica                                          | 42° 05′ 24″ N, 1° 49′ 54″ E / 42.090108°N,1.831548°E                                                              | bé cultural d'interès local | Sant Bartomeu de la Valldan           | Modifica les dades a Wikidata |
|        | església de Sant Pere                 | Berga    | església                     | Estil: arquitectura romànica 12nd century                             | 42° 06′ 36″ N, 1° 50′ 04″ E / 42.110009°N,1.834523°E ca:Ctra. de Berga a Queralt, km 2,3; a mà esquerra 1032 msnm | bé cultural d'interès local | Sant Pere de Madrona (Berguedà)       | Modifica les dades a Wikidata |
|        | l'Adoració Perpètua                   | Berga    | església                     |                                                                       | 42° 05′ 57″ N, 1° 50′ 34″ E / 42.0991618261583°N,1.84281555820612°E 685 msnm                                      |                             |                                       | Modifica les dades a Wikidata |

## font
| imatge | Nom                           | Ubicat a | instància de | Detalls                                                    | coordenades                                                                       | Protecció                   | Commons (més fotos)           | Dades a WD                    |
| ------ | ----------------------------- | -------- | ------------ | ---------------------------------------------------------- | --------------------------------------------------------------------------------- | --------------------------- | ----------------------------- | ----------------------------- |
|        | Font Negra                    | Berga    | font         | Estil: arquitectura popular                                | 42° 06′ 45″ N, 1° 49′ 57″ E / 42.112621°N,1.832495°E ca:Obaga de Queralt 902 msnm | bé cultural d'interès local | Font Negra (Berga)            | Modifica les dades a Wikidata |
|        | font Ollera                   | Berga    | font         |                                                            | 42° 06′ 20″ N, 1° 51′ 54″ E / 42.1055522863285°N,1.86495318943703°E               |                             |                               | Modifica les dades a Wikidata |
|        | font de la plaça de les Fonts | Berga    | font         | 20th century                                               | 42° 06′ 06″ N, 1° 50′ 41″ E / 42.101744°N,1.844795°E ca:Pl. de les Fonts          | bé cultural d'interès local | Font de la plaça de les Fonts | Modifica les dades a Wikidata |
|        | fonts del Vall                | Berga    | font         | Arquitecte: Emili Porta i Galobart Estil: noucentisme 1925 | 42° 06′ 14″ N, 1° 50′ 54″ E / 42.103921°N,1.848239°E ca:Pl. Viladomat 701 msnm    | bé cultural d'interès local | Fonts del Vall (Berga)        | Modifica les dades a Wikidata |

## jaciment arqueològic
| imatge | Nom                   | Ubicat a | instància de         | Detalls                      | coordenades                                                                      | Protecció                                  | Commons (més fotos)   | Dades a WD                    |
| ------ | --------------------- | -------- | -------------------- | ---------------------------- | -------------------------------------------------------------------------------- | ------------------------------------------ | --------------------- | ----------------------------- |
|        | Font del Ros          | Berga    | jaciment arqueològic |                              | 42° 05′ 52″ N, 1° 50′ 52″ E / 42.097783°N,1.84779°E ca:Pla de l'Alemany 680 msnm | bé integrant del patrimoni cultural català | Jaciment Font del Ros | Modifica les dades a Wikidata |
|        | Forns de Casa-en-Ponç | Berga    | jaciment arqueològic | Estat: enderrocat o destruït | 42° 05′ 59″ N, 1° 51′ 41″ E / 42.099815°N,1.861324°E                             | bé integrant del patrimoni cultural català |                       | Modifica les dades a Wikidata |

## masia
| imatge | Nom                     | Ubicat a | instància de | Detalls                                  | coordenades                                                                  | Protecció                                  | Commons (més fotos)   | Dades a WD                    |
| ------ | ----------------------- | -------- | ------------ | ---------------------------------------- | ---------------------------------------------------------------------------- | ------------------------------------------ | --------------------- | ----------------------------- |
|        | Ca l'Herbolari          | Berga    | masia        |                                          | 42° 06′ 49″ N, 1° 52′ 08″ E / 42.1136707297512°N,1.86898146113512°E          |                                            |                       | Modifica les dades a Wikidata |
|        | Cal Bagà                | Berga    | masia        |                                          | 42° 04′ 36″ N, 1° 51′ 51″ E / 42.0767343603545°N,1.86428219076621°E          |                                            |                       | Modifica les dades a Wikidata |
|        | Cal Baster              | Berga    | masia        |                                          | 42° 06′ 19″ N, 1° 50′ 18″ E / 42.1051951279272°N,1.83826718546683°E          |                                            |                       | Modifica les dades a Wikidata |
|        | Cal Batlle              | Berga    | masia        |                                          | 42° 05′ 33″ N, 1° 50′ 41″ E / 42.0923905726276°N,1.84475245944848°E          |                                            |                       | Modifica les dades a Wikidata |
|        | Cal Bellús              | Berga    | masia        |                                          | 42° 05′ 40″ N, 1° 49′ 02″ E / 42.0944155378278°N,1.8172055935297°E           |                                            |                       | Modifica les dades a Wikidata |
|        | Cal Boix                | Berga    | masia        |                                          | 42° 05′ 19″ N, 1° 50′ 56″ E / 42.0885046206613°N,1.84881308755931°E          |                                            |                       | Modifica les dades a Wikidata |
|        | Cal Bonic               | Berga    | masia        |                                          | 42° 06′ 10″ N, 1° 49′ 57″ E / 42.1027323452159°N,1.83254334093786°E 800 msnm |                                            | Cal Bonic (Berga)     | Modifica les dades a Wikidata |
|        | Cal Borra               | Berga    | masia        | Estil: arquitectura popular 18th century | 42° 06′ 31″ N, 1° 51′ 32″ E / 42.108512°N,1.858943°E                         | bé integrant del patrimoni cultural català |                       | Modifica les dades a Wikidata |
|        | Cal Capblanc            | Berga    | masia        |                                          | 42° 05′ 19″ N, 1° 51′ 09″ E / 42.0886578892393°N,1.85242560642783°E          |                                            |                       | Modifica les dades a Wikidata |
|        | Cal Catafal             | Berga    | masia        |                                          | 42° 05′ 39″ N, 1° 49′ 45″ E / 42.0941947627581°N,1.82904806967785°E          |                                            |                       | Modifica les dades a Wikidata |
|        | Cal Coma                | Berga    | masia        |                                          | 42° 06′ 19″ N, 1° 51′ 51″ E / 42.1053001833184°N,1.86405060374151°E          |                                            |                       | Modifica les dades a Wikidata |
|        | Cal Cominçà             | Berga    | masia        |                                          | 42° 05′ 30″ N, 1° 50′ 01″ E / 42.0915401598496°N,1.83369179079085°E          |                                            |                       | Modifica les dades a Wikidata |
|        | Cal Conill              | Berga    | masia        |                                          | 42° 06′ 23″ N, 1° 50′ 30″ E / 42.1065260303055°N,1.84162938958733°E          |                                            |                       | Modifica les dades a Wikidata |
|        | Cal Coromines           | Berga    | masia        |                                          | 42° 05′ 33″ N, 1° 50′ 53″ E / 42.0924070808165°N,1.84818628292238°E          |                                            |                       | Modifica les dades a Wikidata |
|        | Cal Corrido             | Berga    | masia        |                                          | 42° 06′ 27″ N, 1° 50′ 58″ E / 42.1074593474699°N,1.8493530962354°E           |                                            |                       | Modifica les dades a Wikidata |
|        | Cal Coscolleres         | Berga    | masia        |                                          | 42° 06′ 36″ N, 1° 51′ 54″ E / 42.1098761105906°N,1.86503328448919°E          |                                            |                       | Modifica les dades a Wikidata |
|        | Cal Déu                 | Berga    | masia        |                                          | 42° 06′ 01″ N, 1° 49′ 48″ E / 42.100179°N,1.83001°E 800 msnm                 |                                            | Cal Déu (Berga)       | Modifica les dades a Wikidata |
|        | Cal Galta               | Berga    | masia        |                                          | 42° 05′ 07″ N, 1° 50′ 48″ E / 42.085369815256°N,1.8466285283096°E            |                                            |                       | Modifica les dades a Wikidata |
|        | Cal Garrós              | Berga    | masia        |                                          | 42° 05′ 07″ N, 1° 51′ 51″ E / 42.0853602090515°N,1.8640557960979°E           |                                            |                       | Modifica les dades a Wikidata |
|        | Cal Gavatx              | Berga    | masia        |                                          | 42° 05′ 22″ N, 1° 51′ 11″ E / 42.0893114267331°N,1.85293375572551°E          |                                            |                       | Modifica les dades a Wikidata |
|        | Cal Genai               | Berga    | masia        |                                          | 42° 05′ 04″ N, 1° 51′ 06″ E / 42.0843996794294°N,1.85170438545131°E          |                                            |                       | Modifica les dades a Wikidata |
|        | Cal Gil                 | Berga    | masia        |                                          | 42° 05′ 12″ N, 1° 50′ 53″ E / 42.0867309625794°N,1.84797461318433°E          |                                            |                       | Modifica les dades a Wikidata |
|        | Cal Graner              | Berga    | masia        |                                          | 42° 05′ 55″ N, 1° 51′ 17″ E / 42.0986238561898°N,1.85472501485074°E          |                                            |                       | Modifica les dades a Wikidata |
|        | Cal Gruixetar           | Berga    | masia        |                                          | 42° 05′ 29″ N, 1° 50′ 57″ E / 42.0913185755704°N,1.849209596215°E            |                                            |                       | Modifica les dades a Wikidata |
|        | Cal Juanito             | Berga    | masia        |                                          | 42° 05′ 23″ N, 1° 50′ 52″ E / 42.0897016653636°N,1.84783621520946°E          |                                            |                       | Modifica les dades a Wikidata |
|        | Cal Lleonard            | Berga    | masia        |                                          | 42° 05′ 42″ N, 1° 49′ 31″ E / 42.0950836821698°N,1.82525886143026°E          |                                            |                       | Modifica les dades a Wikidata |
|        | Cal Lleïr               | Berga    | masia        |                                          | 42° 05′ 26″ N, 1° 50′ 16″ E / 42.0904924247414°N,1.8378342273909°E           |                                            |                       | Modifica les dades a Wikidata |
|        | Cal Marmí               | Berga    | masia        |                                          | 42° 05′ 36″ N, 1° 49′ 38″ E / 42.0933929621772°N,1.82726108779212°E          |                                            |                       | Modifica les dades a Wikidata |
|        | Cal Ninxo               | Berga    | masia        |                                          | 42° 06′ 04″ N, 1° 50′ 02″ E / 42.1011080099525°N,1.8340001903766°E           |                                            |                       | Modifica les dades a Wikidata |
|        | Cal Nonya               | Berga    | masia        |                                          | 42° 06′ 28″ N, 1° 51′ 00″ E / 42.107799794676°N,1.85007263342621°E           |                                            |                       | Modifica les dades a Wikidata |
|        | Cal Pacient             | Berga    | masia        |                                          | 42° 06′ 29″ N, 1° 51′ 06″ E / 42.107937°N,1.851642°E                         |                                            |                       | Modifica les dades a Wikidata |
|        | Cal Pagerols            | Berga    | masia        |                                          | 42° 05′ 35″ N, 1° 49′ 41″ E / 42.0930225497658°N,1.82802971408273°E          |                                            |                       | Modifica les dades a Wikidata |
|        | Cal Parraquer           | Berga    | masia        |                                          | 42° 06′ 26″ N, 1° 51′ 02″ E / 42.1072008432269°N,1.85051887199722°E          |                                            |                       | Modifica les dades a Wikidata |
|        | Cal Pellecu Nou         | Berga    | masia        |                                          | 42° 06′ 03″ N, 1° 50′ 11″ E / 42.1009159574205°N,1.83637405402638°E          |                                            |                       | Modifica les dades a Wikidata |
|        | Cal Pellecu Vell        | Berga    | masia        |                                          | 42° 06′ 07″ N, 1° 50′ 05″ E / 42.1019086481796°N,1.83479580314002°E          |                                            |                       | Modifica les dades a Wikidata |
|        | Cal Pendola             | Berga    | masia        |                                          | 42° 05′ 29″ N, 1° 50′ 50″ E / 42.091326659237°N,1.84732313268508°E           |                                            |                       | Modifica les dades a Wikidata |
|        | Cal Pere de Vic         | Berga    | masia        |                                          | 42° 05′ 50″ N, 1° 49′ 47″ E / 42.0971390305935°N,1.8298524946779°E           |                                            |                       | Modifica les dades a Wikidata |
|        | Cal Puigblanc           | Berga    | masia        |                                          | 42° 05′ 33″ N, 1° 49′ 41″ E / 42.0926343626135°N,1.82794012517874°E          |                                            |                       | Modifica les dades a Wikidata |
|        | Cal Puignou             | Berga    | masia        |                                          | 42° 05′ 30″ N, 1° 49′ 40″ E / 42.0916770307758°N,1.82767964004431°E          |                                            |                       | Modifica les dades a Wikidata |
|        | Cal Ribera              | Berga    | masia        |                                          | 42° 05′ 38″ N, 1° 49′ 41″ E / 42.0939494094589°N,1.82795218698624°E          |                                            |                       | Modifica les dades a Wikidata |
|        | Cal Riera               | Berga    | masia        |                                          | 42° 05′ 40″ N, 1° 49′ 40″ E / 42.0944066695337°N,1.82775028930549°E          |                                            |                       | Modifica les dades a Wikidata |
|        | Cal Roig                | Berga    | masia        |                                          | 42° 05′ 25″ N, 1° 51′ 06″ E / 42.090397063274°N,1.85162039230335°E           |                                            |                       | Modifica les dades a Wikidata |
|        | Cal Roset               | Berga    | masia        |                                          | 42° 05′ 50″ N, 1° 51′ 10″ E / 42.0972624665879°N,1.85277836954724°E          |                                            |                       | Modifica les dades a Wikidata |
|        | Cal Rota                | Berga    | masia        |                                          | 42° 05′ 47″ N, 1° 50′ 40″ E / 42.0963784304315°N,1.84455914981709°E          |                                            |                       | Modifica les dades a Wikidata |
|        | Cal Rovelló             | Berga    | masia        |                                          | 42° 06′ 24″ N, 1° 52′ 15″ E / 42.1065825477134°N,1.87078863774927°E          |                                            |                       | Modifica les dades a Wikidata |
|        | Cal Sala                | Berga    | masia        |                                          | 42° 05′ 57″ N, 1° 49′ 09″ E / 42.0991911344604°N,1.81917269181261°E          |                                            |                       | Modifica les dades a Wikidata |
|        | Cal Silvestre           | Berga    | masia        |                                          | 42° 05′ 43″ N, 1° 49′ 35″ E / 42.0953288139264°N,1.82633057209075°E          |                                            |                       | Modifica les dades a Wikidata |
|        | Cal Soler               | Berga    | masia        |                                          | 42° 05′ 46″ N, 1° 50′ 42″ E / 42.0961939577277°N,1.84502202145471°E          |                                            |                       | Modifica les dades a Wikidata |
|        | Cal Temporal            | Berga    | masia        |                                          | 42° 05′ 28″ N, 1° 51′ 07″ E / 42.0909853940678°N,1.85191207174491°E          |                                            |                       | Modifica les dades a Wikidata |
|        | Cal Teuler de Baix      | Berga    | masia        |                                          | 42° 05′ 28″ N, 1° 49′ 55″ E / 42.0910998480594°N,1.83201910789988°E          |                                            |                       | Modifica les dades a Wikidata |
|        | Cal Teuler de Dalt      | Berga    | masia        |                                          | 42° 05′ 27″ N, 1° 49′ 49″ E / 42.0907588096971°N,1.83036880745147°E          |                                            |                       | Modifica les dades a Wikidata |
|        | Cal Vila                | Berga    | masia        |                                          | 42° 05′ 20″ N, 1° 50′ 49″ E / 42.0888905318017°N,1.84688359013614°E          |                                            |                       | Modifica les dades a Wikidata |
|        | Cal Xero                | Berga    | masia        |                                          | 42° 06′ 14″ N, 1° 51′ 49″ E / 42.1039631728991°N,1.86363908276129°E          |                                            |                       | Modifica les dades a Wikidata |
|        | Cal Xero Nou            | Berga    | masia        |                                          | 42° 06′ 20″ N, 1° 51′ 53″ E / 42.1054409992701°N,1.86462862411267°E          |                                            |                       | Modifica les dades a Wikidata |
|        | Cal Xuquet              | Berga    | masia        |                                          | 42° 06′ 48″ N, 1° 51′ 54″ E / 42.1133346413796°N,1.86504415086104°E          |                                            |                       | Modifica les dades a Wikidata |
|        | Can Caubet              | Berga    | masia        |                                          | 42° 05′ 36″ N, 1° 48′ 32″ E / 42.0933284786891°N,1.80876129380513°E          |                                            |                       | Modifica les dades a Wikidata |
|        | Can Maurí               | Berga    | masia        |                                          | 42° 06′ 54″ N, 1° 50′ 02″ E / 42.1149414548048°N,1.83397645420804°E          |                                            |                       | Modifica les dades a Wikidata |
|        | Casa de n'Hug           | Berga    | masia        |                                          | 42° 05′ 46″ N, 1° 48′ 56″ E / 42.0960117709056°N,1.81566434768546°E          |                                            |                       | Modifica les dades a Wikidata |
|        | Casa del Salt           | Berga    | masia        |                                          | 42° 05′ 14″ N, 1° 52′ 31″ E / 42.0872996372764°N,1.87533838983278°E          |                                            |                       | Modifica les dades a Wikidata |
|        | Caseta Badó             | Berga    | masia        |                                          | 42° 06′ 21″ N, 1° 51′ 57″ E / 42.1058232284527°N,1.8659401082646°E           |                                            |                       | Modifica les dades a Wikidata |
|        | Caseta dels Golerons    | Berga    | masia        |                                          | 42° 06′ 53″ N, 1° 51′ 07″ E / 42.1147971923448°N,1.85182105023646°E          |                                            |                       | Modifica les dades a Wikidata |
|        | Fontollera              | Berga    | masia        |                                          | 42° 06′ 24″ N, 1° 51′ 59″ E / 42.1066474390499°N,1.86640920490362°E          |                                            |                       | Modifica les dades a Wikidata |
|        | Garreta                 | Berga    | masia        |                                          | 42° 06′ 07″ N, 1° 49′ 00″ E / 42.1019765257987°N,1.81678690330571°E          |                                            |                       | Modifica les dades a Wikidata |
|        | Mas Ribera              | Berga    | masia        |                                          | 42° 05′ 59″ N, 1° 53′ 04″ E / 42.0998254327735°N,1.8843564136419°E           |                                            |                       | Modifica les dades a Wikidata |
|        | Mas d'Huguets           | Berga    | masia        |                                          | 42° 05′ 55″ N, 1° 49′ 56″ E / 42.0985403909714°N,1.83214861146524°E 759 msnm |                                            | Mas d'Huguets (Berga) | Modifica les dades a Wikidata |
|        | Mas d'en Bosc           | Berga    | masia        | Estil: arquitectura popular 17th century | 42° 05′ 39″ N, 1° 51′ 34″ E / 42.0942°N,1.85941°E                            | bé integrant del patrimoni cultural català |                       | Modifica les dades a Wikidata |
|        | Orriols                 | Berga    | masia        |                                          | 42° 05′ 32″ N, 1° 51′ 04″ E / 42.0923105888136°N,1.85113846856719°E          |                                            |                       | Modifica les dades a Wikidata |
|        | Sant Elies              | Berga    | masia        |                                          | 42° 04′ 45″ N, 1° 51′ 14″ E / 42.079139238639°N,1.8539949883867°E            |                                            |                       | Modifica les dades a Wikidata |
|        | Torre del Carcanyol     | Berga    | masia        |                                          | 42° 05′ 47″ N, 1° 51′ 16″ E / 42.0962802174526°N,1.85452533415011°E          |                                            |                       | Modifica les dades a Wikidata |
|        | Vilafelet               | Berga    | masia        |                                          | 42° 05′ 01″ N, 1° 51′ 53″ E / 42.0835387025527°N,1.86474116872373°E          |                                            |                       | Modifica les dades a Wikidata |
|        | el Casó                 | Berga    | masia        |                                          | 42° 05′ 50″ N, 1° 51′ 22″ E / 42.097297°N,1.855998°E                         |                                            |                       | Modifica les dades a Wikidata |
|        | el Potis                | Berga    | masia        |                                          | 42° 04′ 41″ N, 1° 51′ 56″ E / 42.0779629176824°N,1.86556592100321°E          |                                            |                       | Modifica les dades a Wikidata |
|        | el Serrat de l'Arç      | Berga    | masia        |                                          | 42° 05′ 08″ N, 1° 51′ 22″ E / 42.0854528818422°N,1.85615893690111°E          |                                            |                       | Modifica les dades a Wikidata |
|        | els Plans               | Berga    | masia        |                                          | 42° 04′ 57″ N, 1° 51′ 23″ E / 42.0825094171604°N,1.85632062380057°E          |                                            |                       | Modifica les dades a Wikidata |
|        | la Bruguera             | Berga    | masia        |                                          | 42° 04′ 48″ N, 1° 52′ 04″ E / 42.0800481709221°N,1.86787416591445°E          |                                            |                       | Modifica les dades a Wikidata |
|        | la Cantina              | Berga    | masia        |                                          | 42° 04′ 35″ N, 1° 51′ 55″ E / 42.076465973641°N,1.86537498327836°E           |                                            |                       | Modifica les dades a Wikidata |
|        | la Casanova de Codines  | Berga    | masia        |                                          | 42° 05′ 36″ N, 1° 51′ 05″ E / 42.0931952288784°N,1.85134016027411°E          |                                            |                       | Modifica les dades a Wikidata |
|        | la Casanova de Garreta  | Berga    | masia        |                                          | 42° 06′ 03″ N, 1° 49′ 18″ E / 42.1009552495344°N,1.82169170550503°E          |                                            |                       | Modifica les dades a Wikidata |
|        | la Casanova del Torrent | Berga    | masia        |                                          | 42° 05′ 35″ N, 1° 51′ 03″ E / 42.092937891667°N,1.85082484442367°E           |                                            |                       | Modifica les dades a Wikidata |
|        | la Creu de la Pinya     | Berga    | masia        |                                          | 42° 05′ 07″ N, 1° 51′ 03″ E / 42.08516143916285°N,1.8509602546691897°E       |                                            |                       | Modifica les dades a Wikidata |
|        | la Granja               | Berga    | masia        |                                          | 42° 06′ 01″ N, 1° 49′ 59″ E / 42.100340802525°N,1.83295002128846°E           |                                            |                       | Modifica les dades a Wikidata |
|        | la Roca de Codines      | Berga    | masia        |                                          | 42° 05′ 38″ N, 1° 51′ 05″ E / 42.0937815030426°N,1.85142631829085°E          |                                            |                       | Modifica les dades a Wikidata |
|        | la Rompuda              | Berga    | masia        |                                          | 42° 04′ 55″ N, 1° 51′ 38″ E / 42.0820480812283°N,1.86064504679824°E          |                                            |                       | Modifica les dades a Wikidata |
|        | la Roqueta              | Berga    | masia        |                                          | 42° 05′ 36″ N, 1° 51′ 02″ E / 42.0932587913333°N,1.85049256298371°E          |                                            |                       | Modifica les dades a Wikidata |
|        | la Sala de Sant Elies   | Berga    | masia        |                                          | 42° 04′ 41″ N, 1° 51′ 31″ E / 42.0780104577923°N,1.858553306403°E            |                                            |                       | Modifica les dades a Wikidata |
|        | la Vinya                | Berga    | masia        |                                          | 42° 05′ 33″ N, 1° 51′ 07″ E / 42.092508158024°N,1.85198134302449°E           |                                            |                       | Modifica les dades a Wikidata |

## molí d'aigua
| imatge | Nom             | Ubicat a | instància de | Detalls | coordenades | Protecció                   | Commons (més fotos) | Dades a WD                    |
| ------ | --------------- | -------- | ------------ | ------- | --- | --------------------------- | ------------------- | ----------------------------- |
|        | Molí de l'Antic | Berga    | molí d'aigua |         | 42° 04′ 39″ N, 1° 51′ 49″ E / 42.077592°N,1.863542°E ca:Al capdavall de la rasa dels Molins, prop de la colònia Rosal | bé cultural d'interès local |                     | Modifica les dades a Wikidata |
|        | Molí del Baró   | Berga    | molí d'aigua |         | 42° 06′ 27″ N, 1° 50′ 26″ E / 42.1073704795055°N,1.84052548017711°E                                                   |                             |                     | Modifica les dades a Wikidata |

## muntanya
| imatge | Nom                  | Ubicat a | instància de | Detalls | coordenades                                                       | Protecció | Commons (més fotos)  | Dades a WD                    |
| ------ | -------------------- | -------- | ------------ | ------- | ----------------------------------------------------------------- | --------- | -------------------- | ----------------------------- |
|        | Agulles del Mercadal | Berga    | muntanya     |         | 42° 06′ 46″ N, 1° 50′ 21″ E / 42.11275°N,1.83915278°E 1061 msnm   |           | Agulles del Mercadal | Modifica les dades a Wikidata |
|        | Pitarres             | Berga    | muntanya     |         | 42° 05′ 55″ N, 1° 52′ 26″ E / 42.09869444°N,1.87383333°E 774 msnm |           |                      | Modifica les dades a Wikidata |
|        | Serrat de l'Horta    | Berga    | muntanya     |         | 42° 05′ 37″ N, 1° 51′ 48″ E / 42.0935°N,1.86338°E 653 msnm        |           |                      | Modifica les dades a Wikidata |

## plaça
| imatge | Nom                | Ubicat a | instància de | Detalls                     | coordenades                                                     | Protecció                                  | Commons (més fotos)        | Dades a WD                    |
| ------ | ------------------ | -------- | ------------ | --------------------------- | --------------------------------------------------------------- | ------------------------------------------ | -------------------------- | ----------------------------- |
|        | plaça de Sant Joan | Berga    | plaça        | Estil: arquitectura popular | 42° 06′ 08″ N, 1° 50′ 41″ E / 42.1021°N,1.84468°E               | bé integrant del patrimoni cultural català | Plaça de Sant Joan (Berga) | Modifica les dades a Wikidata |
|        | plaça de Sant Pere | Berga    | plaça        | 1677                        | 42° 06′ 16″ N, 1° 50′ 46″ E / 42.1044°N,1.84615°E ca:Nucli urbà | bé cultural d'interès local                | Plaça de Sant Pere (Berga) | Modifica les dades a Wikidata |
|        | plaça del Forn     | Berga    | plaça        | Estil: arquitectura popular | 42° 06′ 10″ N, 1° 50′ 40″ E / 42.1029°N,1.84458°E               | bé integrant del patrimoni cultural català | Plaça del Forn (Berga)     | Modifica les dades a Wikidata |

## pont
| imatge | Nom                            | Ubicat a    | instància de   | Detalls                                          | coordenades                                                                        | Protecció                                  | Commons (més fotos)      | Dades a WD                    |
| ------ | ------------------------------ | ----------- | -------------- | ------------------------------------------------ | ---------------------------------------------------------------------------------- | ------------------------------------------ | ------------------------ | ----------------------------- |
|        | Pont de Berga a Cercs          | Berga       | pont           | Estil: arquitectura popular                      | 42° 06′ 29″ N, 1° 50′ 59″ E / 42.1081110794857°N,1.84967996787901°E                | bé integrant del patrimoni cultural català |                          | Modifica les dades a Wikidata |
|        | Pont del Diable                | Berga       | pont           | Estil: arquitectura popular Anomenat per: dimoni | 42° 06′ 25″ N, 1° 50′ 42″ E / 42.10685°N,1.844981°E ca:Sobre el riu Metge 789 msnm | bé integrant del patrimoni cultural català | Pont del Diable de Berga | Modifica les dades a Wikidata |
|        | Pont del Metge                 | Berga       | pont           | Estil: arquitectura popular                      | 42° 06′ 27″ N, 1° 50′ 57″ E / 42.10752°N,1.84909°E ca:Antic camí de la Cerdanya    | bé cultural d'interès local                | Pont del Metge           | Modifica les dades a Wikidata |
|        | aqüeducte de Cal Lluís Ne      | Berga       | pont aqüeducte | 1859 Estat: parcialment destruït                 | 42° 06′ 27″ N, 1° 50′ 34″ E / 42.107412442956026°N,1.8427634239196775°E            |                                            |                          | Modifica les dades a Wikidata |
|        | pont antic de la Colònia Rosal | Berga Olvan | pont           | 1879 Travessa: Llobregat Llarg: 50m Llum: 21m    | 42° 04′ 21″ N, 1° 52′ 09″ E / 42.07258358227291°N,1.8690598011016848°E             |                                            |                          | Modifica les dades a Wikidata |

## serra
| imatge | Nom                      | Ubicat a                        | instància de | Detalls | coordenades                                                     | Protecció | Commons (més fotos)     | Dades a WD                    |
| ------ | ------------------------ | ------------------------------- | ------------ | ------- | --------------------------------------------------------------- | --------- | ----------------------- | ----------------------------- |
|        | Serra de Casampons       | Berga                           | serra        |         | 42° 06′ 03″ N, 1° 52′ 09″ E / 42.1008°N,1.86928°E 833.9 msnm    |           |                         | Modifica les dades a Wikidata |
|        | Serra de Noet            | Avià Berga                      | serra        |         | 42° 05′ 20″ N, 1° 50′ 16″ E / 42.088954°N,1.837787°E 755 msnm   |           | Serra de Noet           | Modifica les dades a Wikidata |
|        | Serra de Queralt (Berga) | Berga Castellar del Riu Capolat | serra        |         | 42° 06′ 27″ N, 1° 49′ 38″ E / 42.107456°N,1.827121°E 1588 msnm  |           | Serra de Queralt        | Modifica les dades a Wikidata |
|        | Serra de la Petita       | Berga                           | serra        |         | 42° 06′ 50″ N, 1° 51′ 37″ E / 42.114°N,1.86025°E 876 msnm       |           | Serra de la Petita      | Modifica les dades a Wikidata |
|        | Serrat de Fullaracs      | Berga                           | serra        |         | 42° 11′ 23″ N, 1° 54′ 42″ E / 42.189644°N,1.911531°E 998.8 msnm |           |                         | Modifica les dades a Wikidata |
|        | Serrat de la Figuerassa  | Berga Castellar del Riu Cercs   | serra        |         | 42° 07′ 18″ N, 1° 49′ 24″ E / 42.1217°N,1.82325°E 1493 msnm     |           | Serrat de la Figuerassa | Modifica les dades a Wikidata |
|        | Serrat dels Roures       | Berga                           | serra        |         | 42° 05′ 12″ N, 1° 52′ 28″ E / 42.0868°N,1.87439°E 734.2 msnm    |           |                         | Modifica les dades a Wikidata |

## Misc
| imatge | Nom                                                      | Ubicat a                                                                          | instància de                                                          | Detalls                                                             | coordenades | Protecció                                            | Commons (més fotos)                    | Dades a WD                    |
| ------ | -------------------------------------------------------- | --------------------------------------------------------------------------------- | --------------------------------------------------------------------- | ------------------------------------------------------------------- | --- | ---------------------------------------------------- | -------------------------------------- | ----------------------------- |
|        | Ajuntament de Berga                                      | Berga                                                                             | casa consistorial                                                     | Arquitecte: Emili Porta i Galobart Estil: noucentisme               | 42° 06′ 15″ N, 1° 50′ 45″ E / 42.1043°N,1.84589°E                                                                 | bé cultural d'interès local                          | Ajuntament de Berga                    | Modifica les dades a Wikidata |
|        | BV-4242                                                  | Berga                                                                             | carretera                                                             |                                                                     | 42° 06′ 15″ N, 1° 50′ 01″ E / 42.1042°N,1.83373°E                                                                 |                                                      |                                        | Modifica les dades a Wikidata |
|        | Bibliobús Pedraforca                                     | Berga                                                                             | biblioteca mòbil                                                      | 1973-04 Anomenat per: Pedraforca                                    | 42° 05′ 58″ N, 1° 50′ 52″ E / 42.099536°N,1.847677°E ca:Pl. d'Europa, 1 es:Pl. d'Europa, 1                        |                                                      | Bibliobús Pedraforca                   | Modifica les dades a Wikidata |
|        | Callissot                                                | Berga                                                                             |                                                                       |                                                                     | |                                                      |                                        | Modifica les dades a Wikidata |
|        | De terra, carbó i fil                                    | Berga                                                                             | mural                                                                 | Creador: Roc Blackblock 2019                                        | 42° 06′ 15″ N, 1° 50′ 49″ E / 42.10408044015394°N,1.846894575120782°E                                             |                                                      | De terra, carbó i fil                  | Modifica les dades a Wikidata |
|        | Fàbrica de carburs de Berga                              | Berga                                                                             | fàbrica conjunt d'edificis                                            | 1899                                                                | 42° 04′ 40″ N, 1° 51′ 56″ E / 42.07774°N,1.86545°E                                                                |                                                      |                                        | Modifica les dades a Wikidata |
|        | Jutjat de Berga                                          | Berga                                                                             | tribunal de justícia                                                  |                                                                     | 42° 05′ 46″ N, 1° 50′ 26″ E / 42.0962361703868°N,1.8406713008880615°E                                             |                                                      |                                        | Modifica les dades a Wikidata |
|        | La Salle Berga                                           | Berga                                                                             | edifici escolar                                                       | 1909                                                                | 42° 06′ 09″ N, 1° 50′ 34″ E / 42.102425°N,1.84287222°E ca:Passeig del Lledó s/n                                   |                                                      |                                        | Modifica les dades a Wikidata |
|        | Llobregat                                                | Catalunya província de Barcelona Catalunya Central Àmbit Metropolità de Barcelona | riu                                                                   | Desemboca: mar Mediterrània Llarg: 175km Conca: 4948.3km²           | 42° 16′ 57″ N, 2° 00′ 46″ E / 42.282412°N,2.012826°E 41° 18′ 08″ N, 2° 07′ 55″ E / 41.302248°N,2.131948°E         |                                                      | Llobregat                              | Modifica les dades a Wikidata |
|        | Muralles de Berga                                        | Berga                                                                             | muralla urbana                                                        |                                                                     | 42° 06′ 20″ N, 1° 50′ 55″ E / 42.1056°N,1.84862°E ca:Recinte limitat pel castell                                  | bé integrant del patrimoni cultural català           | Restes de les muralles (Berga)         | Modifica les dades a Wikidata |
|        | Palau dels Peguera                                       | Berga                                                                             | palau                                                                 | Estil: arquitectura gòtica 12nd century                             | 42° 06′ 08″ N, 1° 50′ 40″ E / 42.1022°N,1.8445°E ca:Pl. de Sant Joan, 16                                          | bé integrant del patrimoni cultural català           | Palau dels Peguera                     | Modifica les dades a Wikidata |
|        | Parc del Pla de l'Alemany                                | Berga                                                                             | parc                                                                  | Arquitecte: Emili Porta i Galobart Estil: arquitectura popular 1927 | 42° 05′ 50″ N, 1° 50′ 22″ E / 42.0973°N,1.83957°E ca:Ctra. Solsona-Berga, km. 42                                  | bé integrant del patrimoni cultural català           | Parc del Pla de l'Alemany              | Modifica les dades a Wikidata |
|        | Polígon industrial de la Valldan                         | Berga                                                                             | polígon industrial                                                    |                                                                     | 42° 05′ 42″ N, 1° 49′ 09″ E / 42.0950392670148°N,1.81917716767186°E                                               |                                                      |                                        | Modifica les dades a Wikidata |
|        | Rasos de Peguera                                         | Berga Cercs Fígols Montmajor Castellar del Riu                                    | serralada                                                             |                                                                     | 42° 08′ 32″ N, 1° 45′ 45″ E / 42.14222222°N,1.7625°E 2081 msnm                                                    |                                                      | Rasos de Peguera                       | Modifica les dades a Wikidata |
|        | Serres de Queralt i els Tossals                          | Berga Capolat Castellar del Riu                                                   | espai d'interès natural àrea protegida Pla d'Espais d'Interès Natural | 1992 Superfície: 2387.6788ha                                        | 42° 06′ 08″ N, 1° 47′ 13″ E / 42.102191°N,1.786881°E                                                              |                                                      | Serres de Queralt i els Tossals        | Modifica les dades a Wikidata |
|        | Torre de la Petita                                       | Berga                                                                             | torre de sentinella                                                   |                                                                     | 42° 06′ 40″ N, 1° 51′ 20″ E / 42.111°N,1.85553°E 864 msnm                                                         |                                                      | Torre de la Serra de la Petita (Berga) | Modifica les dades a Wikidata |
|        | Torre de la Petita                                       | Berga                                                                             | vèrtex geodèsic                                                       | Alt: 1.19m                                                          | 42° 06′ 40″ N, 1° 51′ 19″ E / 42.111018°N,1.855316°E 863.777 msnm                                                 |                                                      |                                        | Modifica les dades a Wikidata |
|        | Túnel de Berga                                           | Berga                                                                             | túnel                                                                 | Hi passa: C-16                                                      | 42° 06′ 53″ N, 1° 51′ 26″ E / 42.1147958116381°N,1.85709503708432°E                                               |                                                      |                                        | Modifica les dades a Wikidata |
|        | ascensor inclinat de Queralt                             | Berga                                                                             | ascensor inclinat                                                     | 1991 Llarg: 50m                                                     | 42° 06′ 28″ N, 1° 49′ 41″ E / 42.10777777777778°N,1.8280555555555555°E                                            |                                                      | Ascensor inclinat de Queralt           | Modifica les dades a Wikidata |
|        | cementiri de Berga                                       | Berga                                                                             | cementiri                                                             | Estil: arquitectura popular                                         | 42° 06′ 14″ N, 1° 51′ 30″ E / 42.1039°N,1.85842°E                                                                 | bé cultural d'interès local                          | Cementiri de Berga                     | Modifica les dades a Wikidata |
|        | cova de Can Maurí                                        | Berga                                                                             | cova jaciment arqueològic                                             |                                                                     | 42° 07′ 04″ N, 1° 50′ 02″ E / 42.1178043079298°N,1.83386348250775°E                                               |                                                      |                                        | Modifica les dades a Wikidata |
|        | la Valldan                                               | Berga                                                                             | nucli de població                                                     |                                                                     | 42° 05′ 40″ N, 1° 50′ 09″ E / 42.0944722222°N,1.835875°E                                                          |                                                      | La Valldan (Berga)                     | Modifica les dades a Wikidata |
|        | les Voltes del Vall                                      | Berga                                                                             | porxe                                                                 | 19th century                                                        | 42° 06′ 13″ N, 1° 50′ 51″ E / 42.103614°N,1.847469°E ca:Pl. Viladomat 704 msnm                                    | bé cultural d'interès local                          | Les Voltes del Vall (Berga)            | Modifica les dades a Wikidata |
|        | portal de Santa Magdalena                                | Berga                                                                             | porta de ciutat                                                       | Estil: arquitectura popular                                         | 42° 06′ 22″ N, 1° 50′ 57″ E / 42.10601°N,1.849083°E ca:Pl. de Santa Magdalena - c. Pietat 750 msnm                | bé cultural d'interès local                          | Portal de Santa Magdalena              | Modifica les dades a Wikidata |
|        | pou de glaç de la Font del Querot                        | Berga                                                                             | pou de neu                                                            | Estil: arquitectura popular                                         | 42° 06′ 40″ N, 1° 49′ 37″ E / 42.1112°N,1.82695°E ca:Muntanya de Queralt                                          | bé integrant del patrimoni cultural català           |                                        | Modifica les dades a Wikidata |
|        | riera de Metge                                           | Castellar del Riu Berga Cercs                                                     | curs d'aigua                                                          | Desemboca: Llobregat                                                | 42° 06′ 26″ N, 1° 47′ 13″ E / 42.10728°N,1.786956°E 42° 07′ 02″ N, 1° 52′ 48″ E / 42.117124°N,1.880125°E          |                                                      | Riera de Metge                         | Modifica les dades a Wikidata |
|        | safareig públic del Lledó, de la Gratella i de la Pietat | Berga                                                                             | safareig                                                              | Estil: arquitectura popular                                         | 42° 06′ 21″ N, 1° 50′ 52″ E / 42.105773°N,1.847902°E ca:Pg. del Lledó, callissot de la Gratella i c. de la Pietat | bé cultural d'interès local                          | Safareig de la Gratella                | Modifica les dades a Wikidata |
|        | torre de la Serra de la Petita                           | Berga                                                                             | fortificació                                                          | Estil: arquitectura popular                                         | 42° 06′ 40″ N, 1° 51′ 20″ E / 42.111°N,1.85554°E                                                                  | bé d'interès cultural bé cultural d'interès nacional | Torre de la Serra de la Petita (Berga) | Modifica les dades a Wikidata |
|        | viaducte de Cal Rosal                                    | Berga Olvan                                                                       | pont de carretera                                                     | 2007 Travessa: Llobregat Hi passa: C-16 E09 Llarg: 216m Alt: 57m    | 42° 04′ 35″ N, 1° 52′ 19″ E / 42.07634246862368°N,1.8719244003295896°E                                            |                                                      |                                        | Modifica les dades a Wikidata |